# Tod des Autors
Der Tod des Autors ist ein in der Literaturtheorie vertretenes Konzept, das die klassische Idee der völligen Kontrolle des Schriftstellers über seine eigene Schöpfung in Zweifel zieht. Für die Textinterpretation bedeutet dieser Ansatz vor allem, dass die mutmaßliche Absicht des Autors unerheblich ist und Texte auch durchaus Bedeutungen entwickeln können, die der Absicht des Autors widersprechen.

## Überblick
Der grundlegende Text dieser Theorie ist Roland Barthes’ Aufsatz Der Tod des Autors (1968), ein weiterer Michel Foucaults Was ist ein Autor? (1969). Verwandte Positionen finden sich aber bereits in der Poetik der Moderne, im angloamerikanischen New Criticism und in der semiotischen Theorie Umberto Ecos (Opera aperta, 1962; dt. Das offene Kunstwerk, 1973). Die Implikationen der neukritischen und der (post-)strukturalistischen Literaturbetrachtung (die in Frankreich auch als nouvelle critique bekannt war) sind zwar verschieden, dennoch haben sie dieselbe Stoßrichtung. In beiden Fällen richtete sie sich gegen den seit dem 19. Jahrhundert vorherrschenden Ansatz der Literaturwissenschaft, Texte vornehmlich im Zusammenhang mit der Biografie des Autors zu deuten, und gegen psychologisierende Lesarten, wie sie in England etwa I. A. Richards propagierte. Der Autor war dieser herkömmlichen Auffassung nach (vor allem in der Nachfolge Hobbes’ und des romantischen Genie-Gedankens) nicht nur der Urheber eines Textes, sondern auch die Autorität, die seinen Sinngehalt bestimmte, und diesen originären Sinngehalt galt es zu rekonstruieren, wenn nötig auch über autor-biographische Anhaltspunkte.
Der autororientierten Lesart setzt dieses Konzept eine rein textgestützte Interpretation entgegen und erhöht so den Leser und seine interpretativen Fähigkeiten zur sinnstiftenden Instanz im Bedeutungsprozess. Bei Barthes findet sich die Formulierung, der „Tod des Autors“ ermögliche erst die „Geburt des Lesers“.
Laut dem Dichter Paul Muldoon meint Barthes mit „Tod des Autors“ „die Vorstellung, dass Lesen bis zu einem gewissen Grad auch das Schreiben oder sogar Neuschreiben eines Textes erforderlich macht“.

## Barthes, Foucault und die Dekonstruktion
Der Philosoph Roland Barthes gilt als Urheber des Schlagworts, das er 1968 in einem Aufsatz zu Honoré de Balzacs Sarrasine prägte. In der weiteren Auseinandersetzung, besonders mit den Texten Prousts, Valérys und Mallarmés, weist er die traditionelle Auffassung vom Autor als sinnstiftende Instanz zurück. An ihre Stelle soll der „Skriptor“ treten, eine Autor-Funktion, die erst in der Lektüre und damit im Text selbst zustande kommt – jedoch nicht als transzendenter Garant von Sinn, sondern als aus heterogenen Zitaten, Anspielungen und diskursiven kulturellen Praktiken zusammengesetzte rhetorische Funktion, die einer klassischen Erzähler-Instanz ähnelt.
Foucaults Ansatz ist weniger radikal. Der Aufsatz Was ist ein Autor? wendet sich zunächst gegen ein gebräuchliches metonymisches Verfahren der Wissenschaftsgeschichte, theoretische Positionen durch die Namen ihrer Vertreter zu ersetzen („Darwin“ an Stelle von The Origin of Species), wodurch die Geschichtsschreibung Gefahr laufe, zur „Biographie großer Männer“ zu verkommen. Eine andere Gefahr sieht er durch die Dialektik von Mensch und Werk gegeben: Die Autorinstanz entsteht dadurch, dass eine Reihe von Schriften denselben Namen trägt; umgekehrt aber wird nahezu jeder Text zum „Werk“, wenn er nur einen klingenden Autorennamen trägt. Dennoch schließt Foucault den sinnvollen Gebrauch einer Autor-Instanz nicht aus: Sie dient zur Markierung „großer diskursiver Einheiten“ und ist selbst ein solcher Diskurs, der verschiedenen historischen und kulturellen Wandlungen unterliegt, allerdings auch besonders eng mit dem des Eigentums verzahnt ist: „Ein Privatbrief kann einen Schreiber haben, er hat aber keinen Autor; ein Vertrag kann wohl einen Bürgen haben, aber keinen Autor. [...] Die Funktion Autor ist also charakteristisch für Existenz-, Verbreitungs- und Funktionsweise bestimmter Diskurse in einer Gesellschaft.“

## Reaktion
Eine Gegenbewegung zeigte sich in einer Reihe von Veröffentlichungen zur Rückkehr des Autors.